# Catherine Arminjon
Catherine Arminjon-Roesch, née en 1941, est une historienne de l'art française, conservatrice générale honoraire du patrimoine, ancienne conservatrice de l'inventaire général, responsable de la section des objets mobiliers. Elle est spécialisée dans l'ameublement et les cours royales ou princières d'Europe.

## Ouvrages
- L'Art de Vivre - Deux Cents Ans de Créations en France - 1789-1989 avec Yvonne Brunhammer, Paris : Flammarion, 1989.
  - L'Art De Vivre : Decorative Arts and Design in France 1789-1989, New York : Vendôme, 1989
- Dictionnaire des poinçons de fabricants d'ouvrages d'or et d'argent de Paris et de la Seine, 1798-1838, avec James Beaupuis et Michèle Bilimoff, Paris : Cahiers de l'Inventaire 25, 1991
- Ameublement d'église quotidien de la liturgie, Paris : Rempart, 2000
- Vingt siècles en cathédrales, avec Denis Lavalle, Paris : Patrimoine, 2001
- Objets civils domestiques : Vocabulaire typologique, avec Nicole Blondel, Paris : Patrimoine, 2002
- D'Italie à Chambord : François Ier, avec Denis Lavalle, 2004
- Tables royales et festins de cour en Europe : 1661-1789 : XIIIe rencontres de l'École du Louvre, avec Béatrix Saule, 2005
- Quand Versailles était meublé d'argent, Paris : RMN, 2007
- Chefs-d'œuvre du Gothique en Normandie : Sculpture et orfèvrerie du XIIIe au XVe siècle, avec Sandrine Berthelot, Paris : 5 Continents, 2008
- Versailles et les sciences, coll. « Découvertes Gallimard Hors série », Paris : Gallimard, 2010
- Métal : Vocabulaire technique, avec Michèle Bilimoff, 2010, Paris : Patrimoine
- Au-dessus des châteaux de France, avec Frantisek Zvardon, Strasbourg : Du Signe, 2012
- Faste et grandeur des cours d'Europe, Paris : Flammarion, 2014

### Participations
- Sous la direction de Béatrix Saule, Sciences & curiosités à la cour de Versailles, 2010